# Umberto Borghi
Umberto Borghi (1928 – 1976) è stato un cestista italiano.

## Carriera
In Serie A ha vestito la maglia di Bologna, con cui ha conquistato due scudetti, e Varese, facendo parte della squadra che nel 1960 ha vinto il primo scudetto della storia varesina.

## Palmarès
- Campionato italiano: 2

Virtus Bologna: 1954-55
Pall. Varese: 1960-61